# Ubiór sumeryjski
Ubiór sumeryjski – styl ubioru występujący na obszarze południowo-wschodniej starożytnej Mezopotamii pomiędzy 4300 p.n.e a 2005 p.n.e. Najstarsze informacje dotyczące wczesnej sumeryjskiej odzieży codziennej i ceremonialnej pochodzą z zachowanych waz, pieczęci cylindrycznych, steli, mozaik, płaskorzeźb oraz posążków, pozyskanych w stanowiskach archeologicznych na obszarze dawnego Sumeru. W późniejszych okresach dodatkowym źródłem wiedzy stają się teksty, głównie spisy towarów oraz dokumenty umieszczone na glinianych tabliczkach. Niewielka ilość, stan artefaktów oraz częsty brak kontekstu zmuszają archeologów do daleko posuniętych interpretacji i domysłów.

## Wytwarzanie materiałów

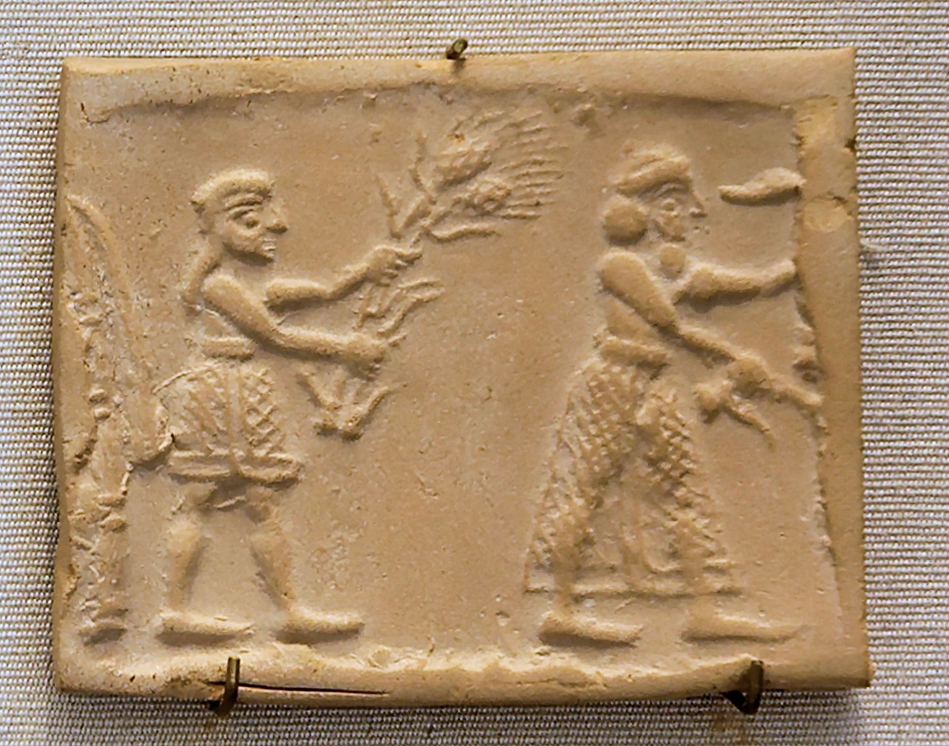
Król-kapłan Uruk karmiący święte stado w utkanym kilcie

Obok skór zwierzęcych powszechnie stosowano materiały tekstylne do wyrobu odzieży. Początkowo surowcem do wytwarzania tkanin był len, znany na tym terenie od dziesięciu tysięcy lat, jednak już w trzecim tysiącleciu p.n.e. najpowszechniejszym surowcem stała się wełna, która była łatwiejsza do pozyskania oraz wymagała mniejszego nakładu pracy przy produkcji. Z późniejszych tekstów wynika, że len stał się materiałem luksusowym przeznaczonym jedynie dla elit, podobnie jak najlepszej jakości wełny. 
Aby pozyskać wełnę, pasterze wyskubywali bądź wyczesywali sierść owiec oraz kóz dwukrotnie w ciągu roku. Następnie była ona czyszczona, czesana oraz rozciągana po czym formowano przędzę za pomocą wrzeciona. Tak spreparowaną wełnę w zależności od przeznaczenia barwiono. 
Przy produkcji tekstyliów Sumerowie najpewniej korzystali z poziomych oraz pionowych krosien, których wizerunki widnieją na wielu pieczęciach, a ich elementy znajdują się w spisach towarów z epoki. 
“Opierając się na listach drewnianych części krosna, niektóre z nich mogły mieć ponad 5 metrów szerokości. Dwie belki, które stanowiły główną część krosna, miały do 6 metrów długości i były mocowane za pomocą lin lub tkanych wstążek. Rozmiar ten jest porównywalny z wieloma współczesnymi zmechanizowanymi krosnami.”

## Podstawa każdego stroju

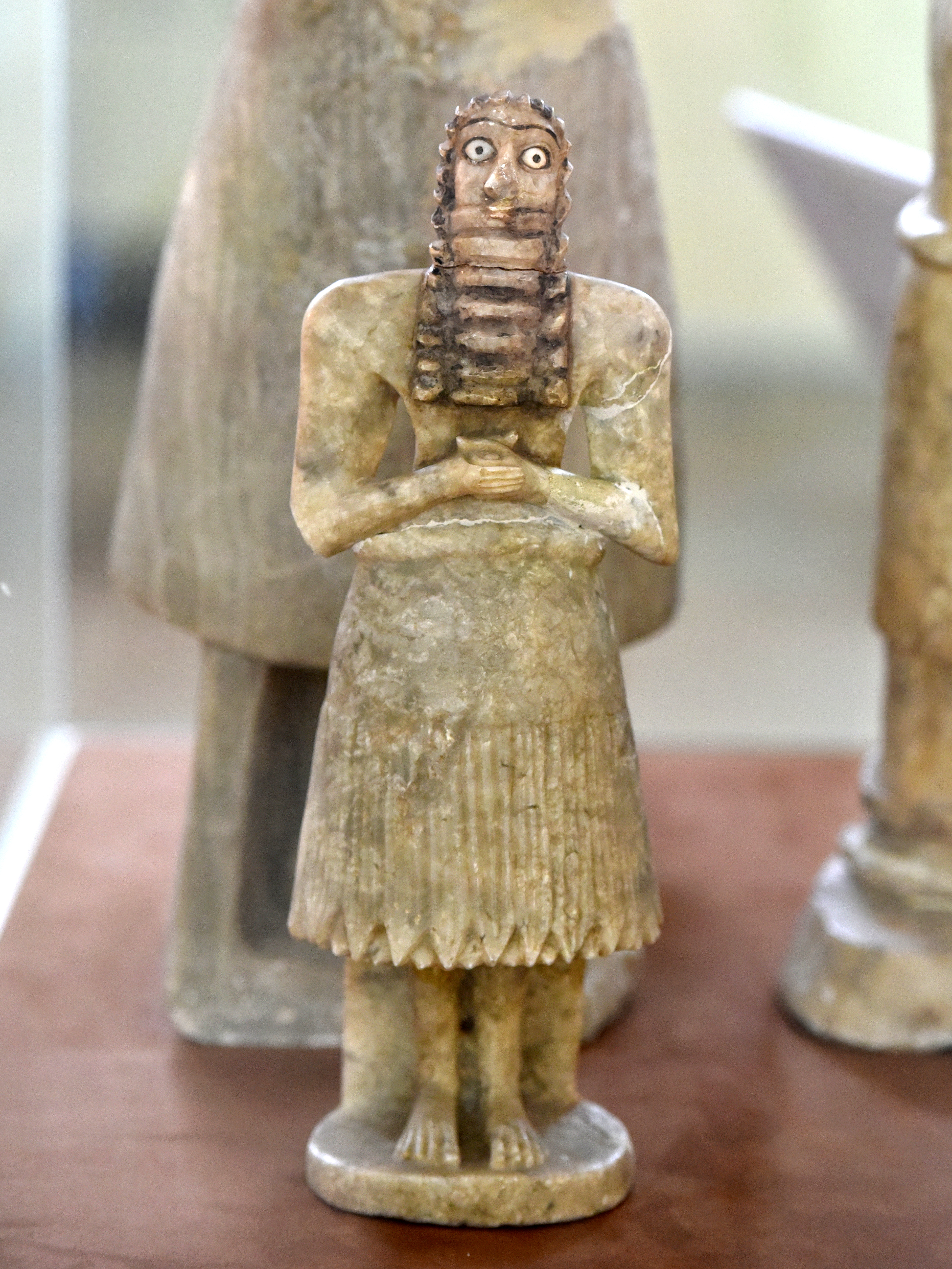
Posąg modlącego się mężczyzny z Tell Asmar

Najczęściej przedstawianą na znalezionych artefaktach częścią garderoby wśród Sumerów był rodzaj kiltu owijanego wokół talii i przewiązywanego w pasie za pomocą pasa bądź składanej wstęgi. Były one przedstawiane na płaskorzeźbach, rzeźbach i mozaikach w postaci gładkiego materiału z frędzlami na rąbku lub pokrytego wzorem przypominającym pióra. Wśród archeologów nadal trwają spory w kwestii materiału, z którego wykonywano wzorzystą wersję kiltu. Dominują dwa poglądy, według pierwszego z nich kilt wytwarzano z owczej skóry z sierścią zaczesaną lub zaplecioną w duże, ułożone poziomymi rzędami i nakładające się na siebie, frędzle. Druga hipoteza natomiast zakłada, że wełniane frędzle zostały wplecione bądź naszyte na materiał tekstylny,.
Kilt nie był jednak jedynym elementem ubioru w starożytnej Mezopotamii. 
“Listy [towarów] obejmują szereg rodzajów tkanin, które miały różne funkcje. Niektóre były ręcznie tkane, plecione lub filcowane. Szaty i ubrania tkano z wełny lnianej; z wełny wytwarzano czapraki, szaty pokryte włosiem, opaski na głowę, nakrycia głowy, przepaski na biodra i odzież oraz bandaże menstruacyjne i bieliznę. [...] Innymi kategoriami, według których oceniano tkaniny były klasy materiału (luksusowa, najlepsza, druga oraz trzecia) i rozmiary odzieży (małe, średnie oraz duże).”
Pomimo ograniczonej ilości dowodów fizycznych, takich jak rzeźby czy mozaiki, z list wynika, iż Sumerowie wytwarzali również obuwie, sandały oraz filcowe wkładki do butów. Tym niemniej na znanych przedstawieniach Sumerowie niezależnie od pozycji społecznej byli niezmiennie prezentowani boso. 

## Odzież męska
Męski kilt sięgał zazwyczaj do kolan. Pozostałe elementy odzieży takie jak szale, szarfy czy przepaski były najpewniej związane ze statusem lub pełnioną funkcją.  
W okresie akadyjskim poza zwiększoną standaryzacją pojawia się nowy styl ubioru przypominający togę. Noszony jedynie przez osobistości, składał się z długiego prostokątnego, zdobnego kawałka materiału owijanego w pasie, którego dłuższa część, przerzucana przez lewe ramię, opadała aż do stóp.
Na obszarze starożytnej Mezopotamii mężczyźni golili się na łyso bądź posiadali bujne brody oraz długie włosy, które pozostawiali rozpuszczone lub zawiązywali w kok przy pomocy opasek.

## Odzież w wojsku

Sztandar z Ur przedstawiający zwycięski pochód

Podstawowym elementem odzieży wojownika był pozbawiony wzorów kilt ozdobiony frędzlami biegnącymi w dolnej części. O reszcie ubioru decydował charakter pełnionej funkcji: piechota nosiła długie peleryny zapinane na szyi. Na podstawie Sztandaru z Ur przypuszcza się, że w okresie wczesnodynastycznym peleryny wykonane były z futer drapieżnych kotów (tj. lampartów) lub ze skóry nabijanej metalowymi guzami. Załoga rydwanów zamiast płaszcza nosiła krótkie szale zarzucone przez lewe ramię. W przedstawieniach pochodów i przemarszy wojskowych władcy oraz dowódcy przedstawiani byli w większym rozmiarze niż ich otoczenie jednak ich stroje nie różniły się w znaczący sposób od odzieży przeciętnego wojownika.

## Stroje władców
Ubiór władcy był zróżnicowany. Ukazany w pozycji modlitewnej król Enmetena miał na sobie jedynie prosty kilt z frędzlami sięgający do kostek, legendarny władca Meshkiangasher uwieczniony na pieczęci cylindrycznej nosi długi kilt najprawdopodobniej wykonany z drobno tkanej wełny, natomiast na steli sępów król Eannatum prowadzi wojsko w krótkim kilcie z szeroką szarfą przerzuconą przez ramię. 
Z biegiem czasu królowie zaczęli przybliżać się do postaci boskich. W przedstawieniach artystycznych zaczęto nadawać im coraz więcej boskich atrybutów. Ich ubrania stawały się bardziej ekstrawaganckie, a na głowach zaczęły pojawiać się charakterystyczne dla bóstw korony z czterema rogami. Archeologowie wciąż dyskutują, czy był to symbol dążenia władców do boskości w oczach poddanych, czy też przedstawienia takie były okazjonalne i dotyczyły uroczystości, podczas których król miał wcielać się w postać konkretnego boga.

## Odzież kobieca
Podstawowy strój kobiety przypominał wyglądem sari, prostokątny płat materiału, okręcony na biodrach, przewiązany w pasie, przerzucony przez lewe ramię i osłaniający pierś. Rzadziej spotykany jest wizerunek kobiety noszącej sam kilt - w ten sposób uwieczniona jest śpiewaczka na sztandarze z Ur. Odzież kobiet zazwyczaj sięgała do kostek. 
W późniejszych okresach figury z odsłoniętą piersią zaczynają ustępować wizerunkom strojów bardziej przypominających suknie. Ubiór wzbogaca się również o plisy, zakładki i falbany.
Sumer charakteryzuje rozmaitość fryzur kobiecych. Poza standardowym kokiem na pieczęciach można odnaleźć różnego rodzaju upięcia, włosy podtrzymywane opaską, okryte siateczką lub przyozdobione stroikami. Zdaniem części badaczy fryzury kobiece były inspiracją dla późniejszych stylów uczesania wśród mężczyzn z wyższych sfer.

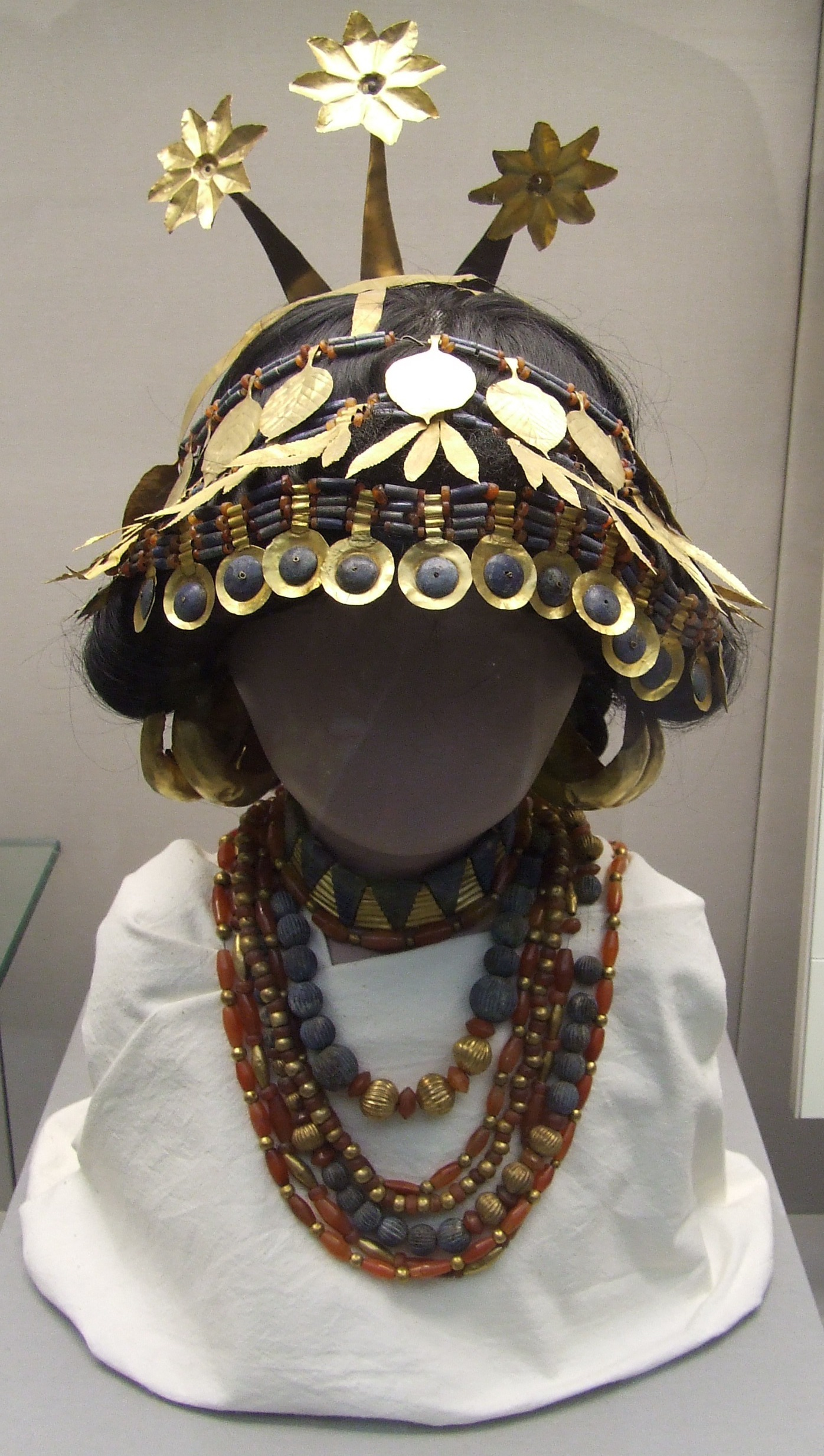
Rekonstrukcja sumeryjskiego nakrycia głowy

Jednym z najbardziej ekstrawaganckich okazów sumeryjskiej biżuterii i ozdób pozostają artefakty odkopane w grobowcu królowej Pu-abi w Ur, w którym znaleziono między innymi zrobione ze złota i kamieni półszlachetnych ozdobne nakrycie głowy, złote kolczyki, naszyjniki oraz ozdobę pokrywającą górną część ciała zrobioną z paciorków z kamieni półszlachetnych i metali szlachetnych sięgającą od ramion do pasa. 
"Nakrycie głowy Pu-abi było najbardziej wyszukanym ze znalezionych. Ono również było wykonane ze złota i kamieni półszlachetnych. Złote wstążki wiją się wokół głowy, przecinając się nawzajem, czasem opadając po bokach. Nad nimi znajdują się pasma koralików z lapisu i karneolu, podtrzymujące złote pierścienie. Nad koralikami znajdują się rzędy liści wierzby i buku wykonane z arkuszy złota. Nad nimi znajdują się małe złote rozety, a z tyłu grzebień zwieńczony sześcioma dużymi rozetami z niebieskimi i białymi płatkami".

## Nagość
W świecie starożytnego Sumeru nagość posiadała wiele wymiarów. Zarówno pracownicy, jak i służba oraz pomocnicy, zwłaszcza we wcześniejszych okresach, przedstawiani byli nago. Podobnie w czasie niektórych obrzędów kapłani oraz kapłanki również występowali bez ubrań. Jest to jeden z niewielu przykładów portretowania kobiet nago, zwykle były one ubrane w togi, suknie lub przynajmniej kilt.  
Nagość mogła być również symbolem zniewolenia. Na reliefach obrazujących pochody tryumfalne jeńcy prowadzeni przez żołnierzy są pozbawieni odzieży.